# Acontia nilgiriensis
Acontia nilgiriensis là một loài bướm đêm trong họ Noctuidae.